# Martin Braud
Martin Braud, né le 6 janvier 1982 à Angoulême, est un champion français de canoë biplace (C2).

## Biographie
Il pratique le canoë-kayak depuis 1992.
Avec Cédric Forgit, il pratique le canoë-biplace slalom. Il est bordé droite et est placé à la place arrière dans le canoë.
En 2004, leur bateau est retenu au poste de remplaçant pour les Jeux-Olympiques d'Athènes. En 2008, il sera le représentant français pour les C2.

## Palmarès

### Jeux olympiques d'été
- Remplaçant, 2004, voir Canoë-kayak aux Jeux olympiques de 2004
- 4e, 2008, voir Canoë-kayak aux Jeux olympiques de 2008

### Championnats du monde
- Individuel :
  - 11e, 2002 à Bourg-Saint-Maurice
  - 16e, 2003 à Augsbourg
  - 10e, 2005 à Penrith
  - 4e, 2006 à Prague
  - 10e, 2007 à Foz do Iguaçu

- Par équipe :
  - , 2005 à Penrith
  - , 2007 à Foz do Iguaçu

### Coupe du monde
- , 2004 à la manche d'Athènes
- , 2006 à la manche de Prague
- 4e, 2006 (classement final)

### Championnats d'Europe de canoë-kayak
- Individuel :
  -  -23 ans, 2003 à Bratislava
  - , 2004 à Skopje
  -  -23 ans, 2004 à Cracovie
  - 4e, 2005 à Tacen
  - , 2006 à L'Argentière-la-Bessée
  - 5e, 2007 à Liptovsky Mikulas

- Par équipe :
  - , 2003 à Bratislava
  -  -23 ans, 2004 à Cracovie
  - , 2005 à Tacen
  - , 2006 à L'Argentière-la-Bessée

### Championnats de France de canoë-kayak
- quatre fois champion de France (2003, 2005, 2008, 2012)
- deux fois vice-champion de France (2004, 2007)
- trois fois médaillé de bronze (2001, 2002, 2006)